# Petr Blažek
Petr Blažek (Praga, 30 marzo 1961) è un ex pentatleta cecoslovacco, ora ceco.

## Palmarès
In carriera ha conseguito i seguenti risultati:
- Mondiali:

Budapest 1989: bronzo nel pentathlon moderno a squadre ed individuale.